# ليون بونات
ليون جوزيف فلورنتين بونات (بالفرنسية: Léon Bonnat) (20 يونيو 1833 - 8 سبتمبر 1922) رسامًا فرنسيًا من رواد الحركة الأكاديمية في الرسم، وضابط حامل وسام الجوقة الشرفي وأستاذًا في مدرسة الفنون الجميلة.

## النشأة
وُلِد بونات في بايون، لكنه عاش في مدريد في الفترة من 1846 إلى 1853 ، حيث كان والده يمتلك مكتبة. أثناء رعاية متجر والده، قام بنسخ نقوش لأعمال كبار الفنانين، مما طور شغفه بالرسم. في مدريد تلقى تدريبه الفني تحت قيادة مادرازو. عمل لاحقًا في باريس، حيث أصبح معروفًا كرسام بورتريه رائد، ولم يكن بدون عمولة. تُظهر لوحاته العديدة تأثير فيلاسكيز وجوزيب دي ريبيرا وغيرهم من الأساتذة الإسبان، بالإضافة إلى تيتيان وفان دايك، اللذين درس أعمالهما في برادو، مما جعله في طليعة الرسم في فرنسا في خمسينيات القرن التاسع عشر، معارضة الكلاسيكية الجديدة والأكاديمية. بعد الفترة في إسبانيا، عمل بونات في استوديوهات رسامي التاريخ بول ديلاروش وليون كوجنيت (1854) في باريس. على الرغم من المحاولات المتكررة، فشل في الفوز بجائزة روما، وحصل أخيرًا على جائزة ثانية فقط. ومع ذلك، سمحت له منحة دراسية من مسقط رأسه بايون ودعم من عائلة بيرسوناز بقضاء ثلاث سنوات في روما (1858-1860) بشكل مستقل حيث أصبح هو وأنتونين بيرسوناز أصدقاء مدى الحياة. أثناء إقامته في روما، أصبح أيضًا صديقًا لإدغار ديغا وجوستاف مورو وجان جاك هينر والنحات هنري تشابو.

صور ذاتية لليون بونات بريشته
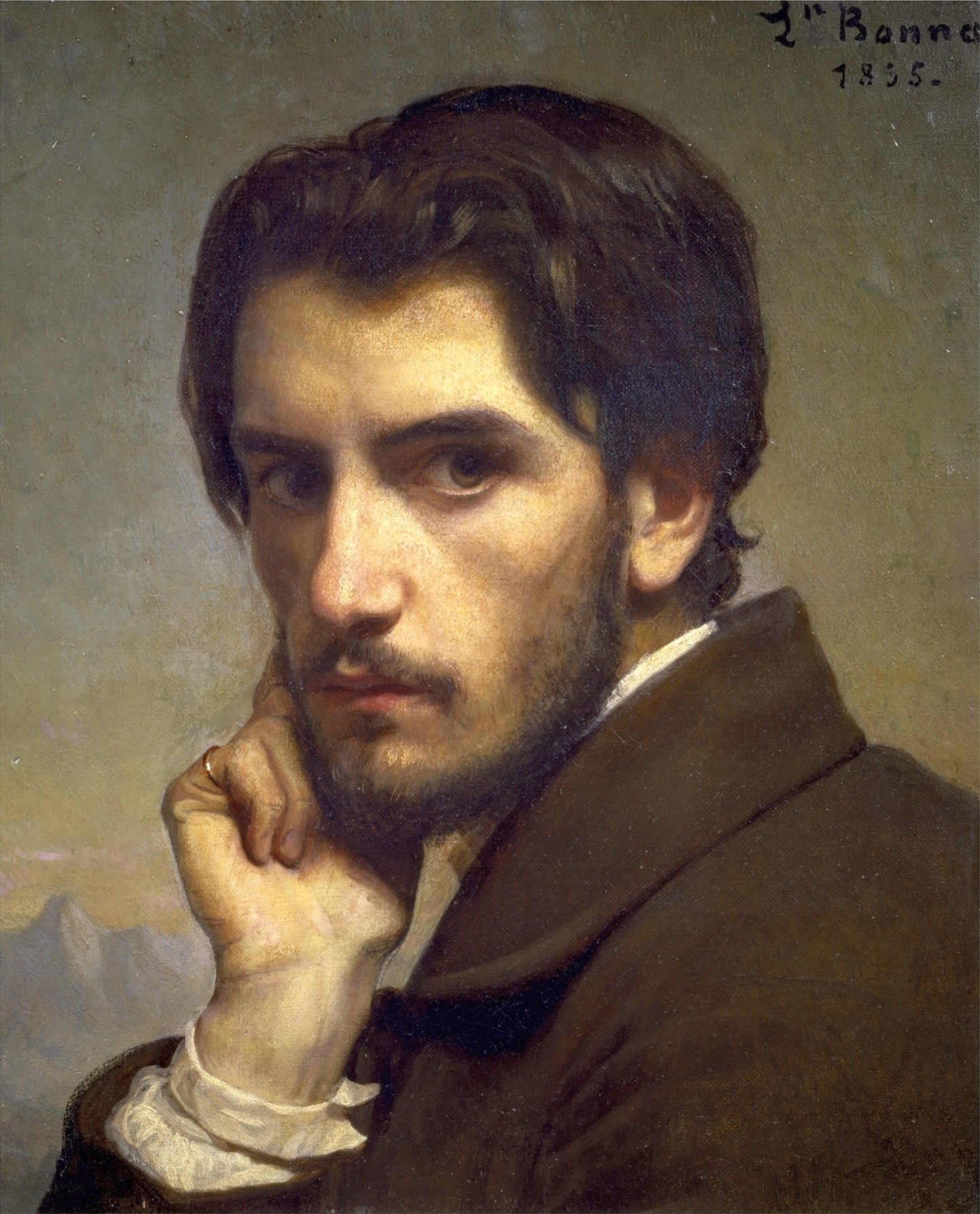
1855
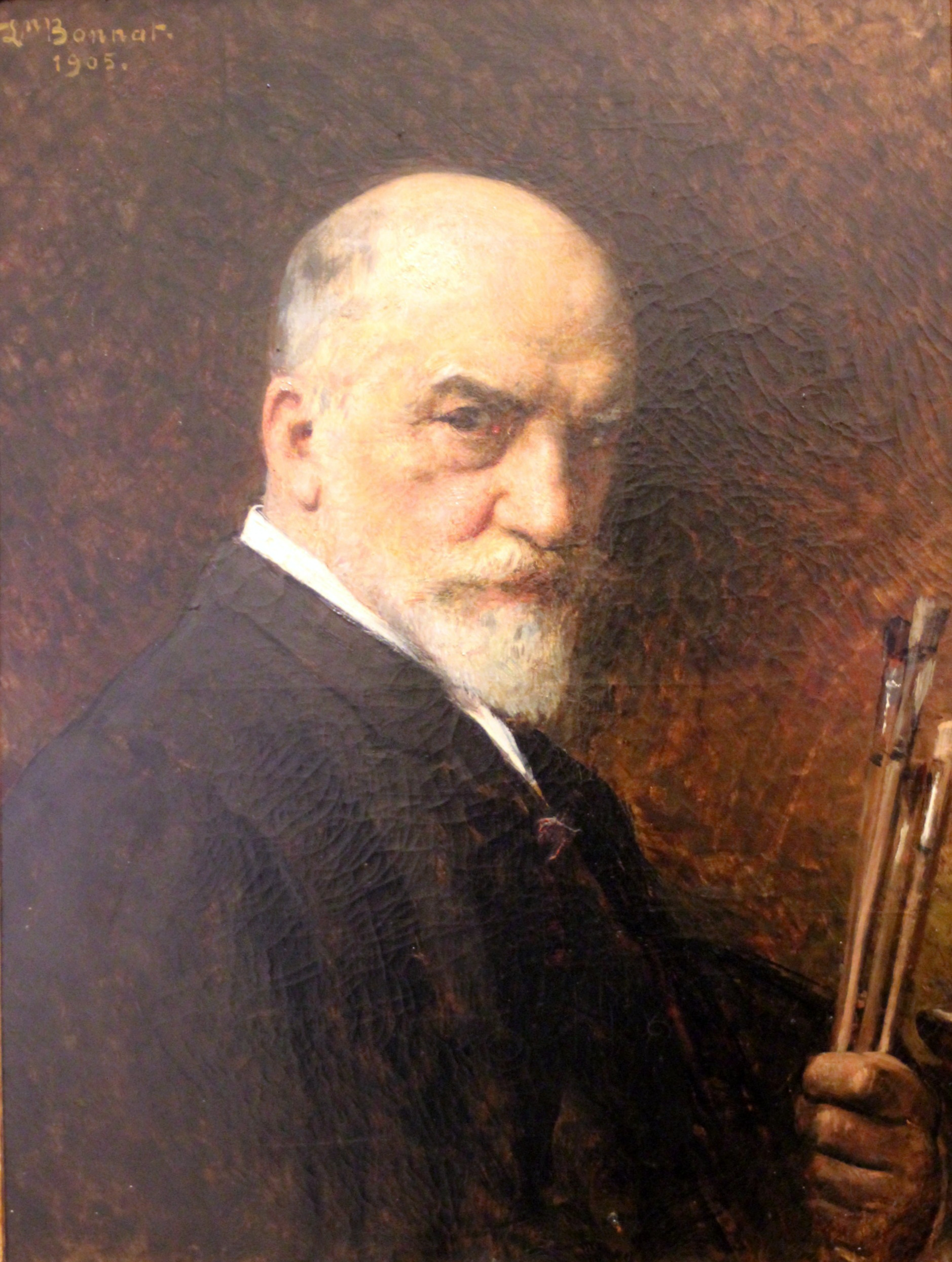
1905
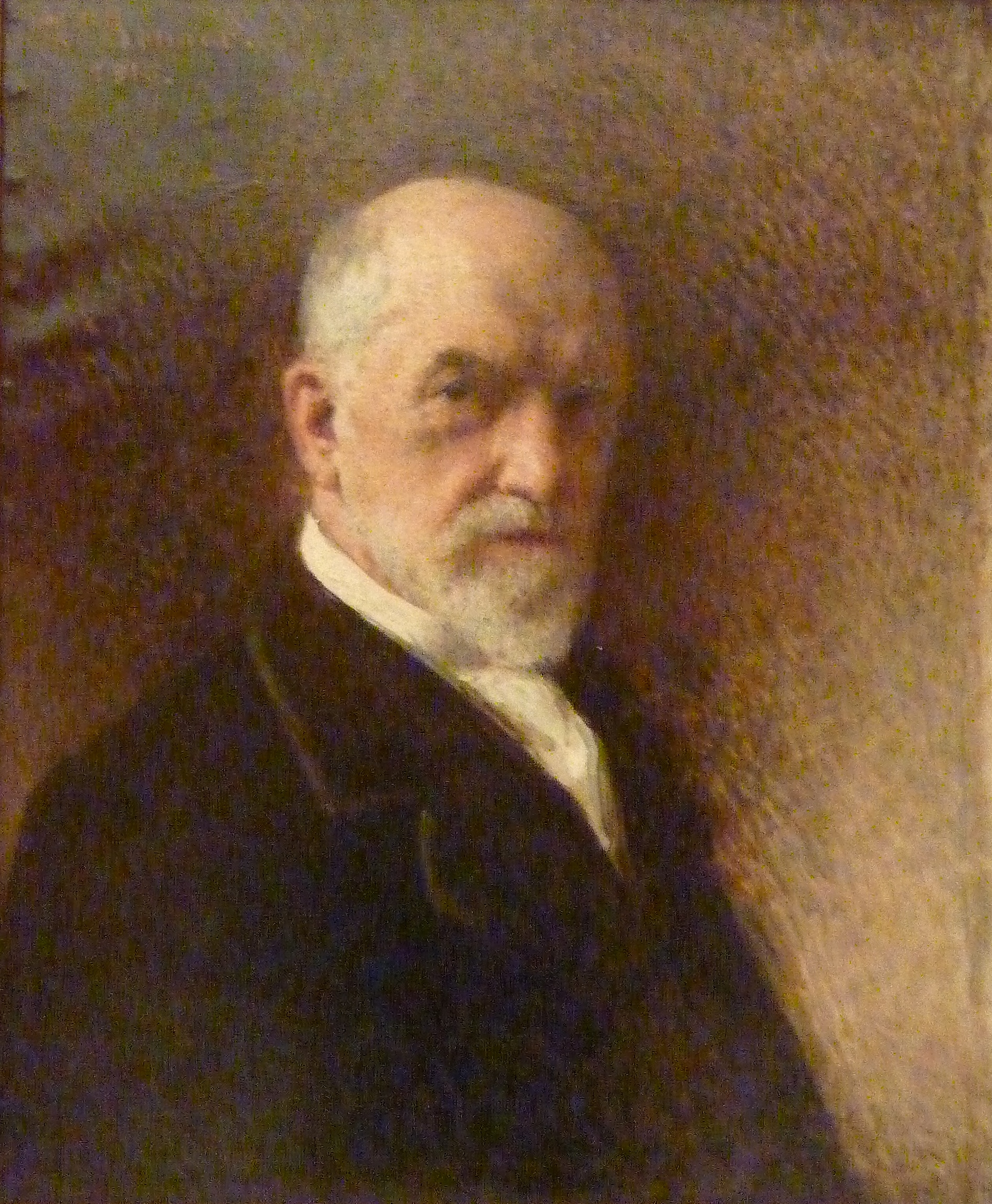
1916

## الحياة المهنية

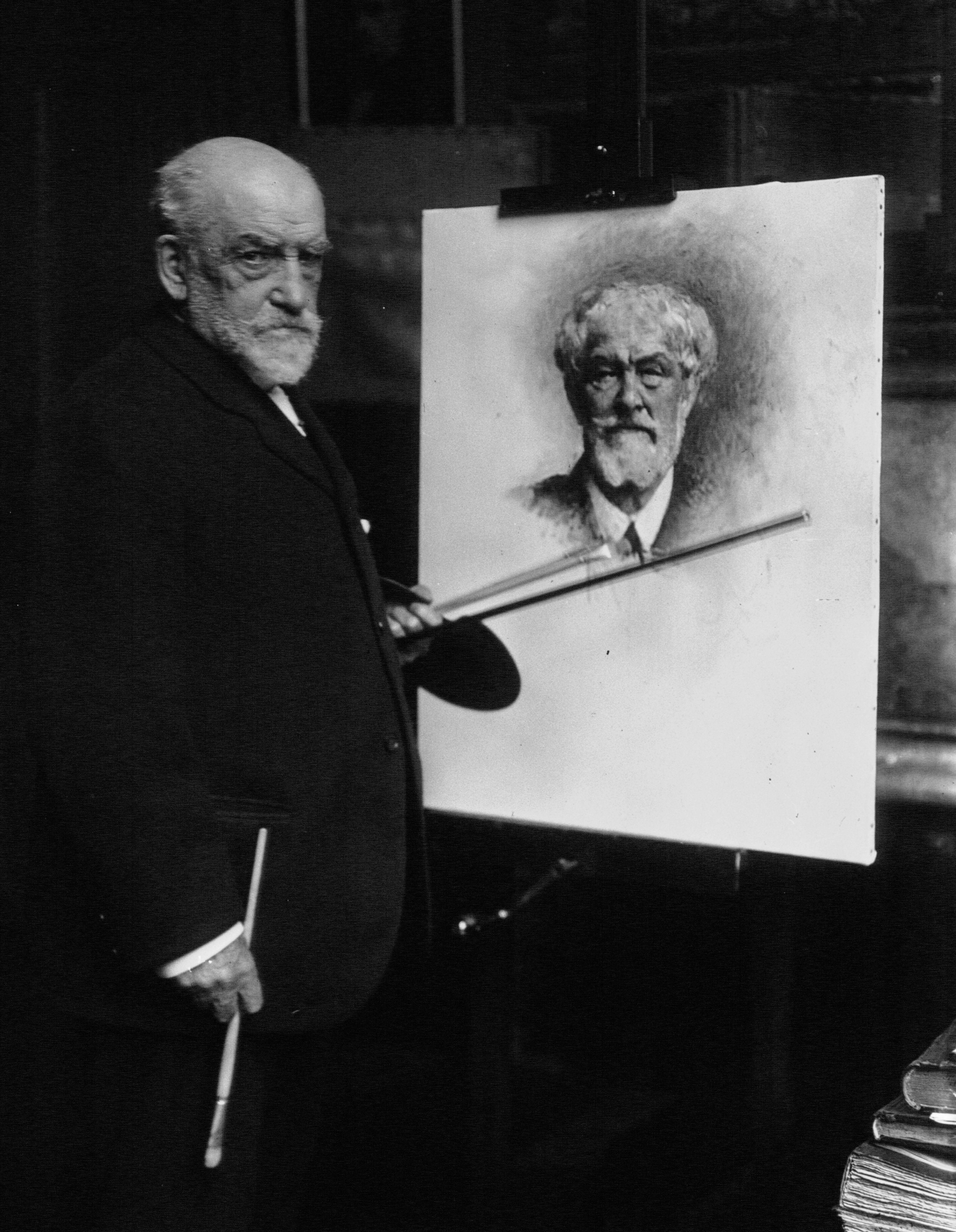
صورة فوتوغرافية لليون بونات وهو يعمل على بورترية (ألفريد رول) أحد تلاميذه.

فاز بونات بميدالية الشرف في باريس عام 1869 ، وأصبح أحد الفنانين البارزين في عصره. فاز بعدها بجائزة وسام الجوقة الشرفي وأصبح أستاذًا في مدرسة الفنون الجميلة في عام 1882. كان بونات يحظى بشعبية كبيرة بين الطلاب الأمريكيين في باريس. بالإضافة إلى لغته الأم الفرنسية، كان يتحدث الإسبانية والإيطالية ويعرف الإنجليزية جيدًا، مما يريح العديد من الأمريكيين أحاديي اللغة. في مايو 1905 خلف بول دوبوا في منصب مديراً لمدرسة الفنون الجميلة. وصف يوليوس كابلان بونات بأنه «مدرس ليبرالي شدد على البساطة في الفن فوق المستوى الأكاديمي العالي، بالإضافة إلى التأثير الكلي بدلاً من التفاصيل.»  كان في موقع متوسط فيما يتعلق بالانطباعيين والرسامين الأكاديميين مثل صديقه جان ليون جيروم. في عام 1917 ، تم انتخاب بونات في الأكاديمية الوطنية للتصميم كعضو فخري مراسل.

### العمل كمدرس
كمدرس شجع بونات حرية التعبير والتنفيذ. وأوصى بالسفر إلى مدريد لزيارة متحف برادو، وقدم في باريس الاتجاه للرسم على الطريقة الإسبانية، مما أثر في تطور الرسم الفرنسي.
بعض طلاب بونات الأكثر شهرة: إدفارت مونك، أنري تولوز لوترك، جورج براك، جون سنغر سارغنت، غوستاف كاييبوت، راؤول دوفي، بيدير كروير.

### اللوحات والأسلوب

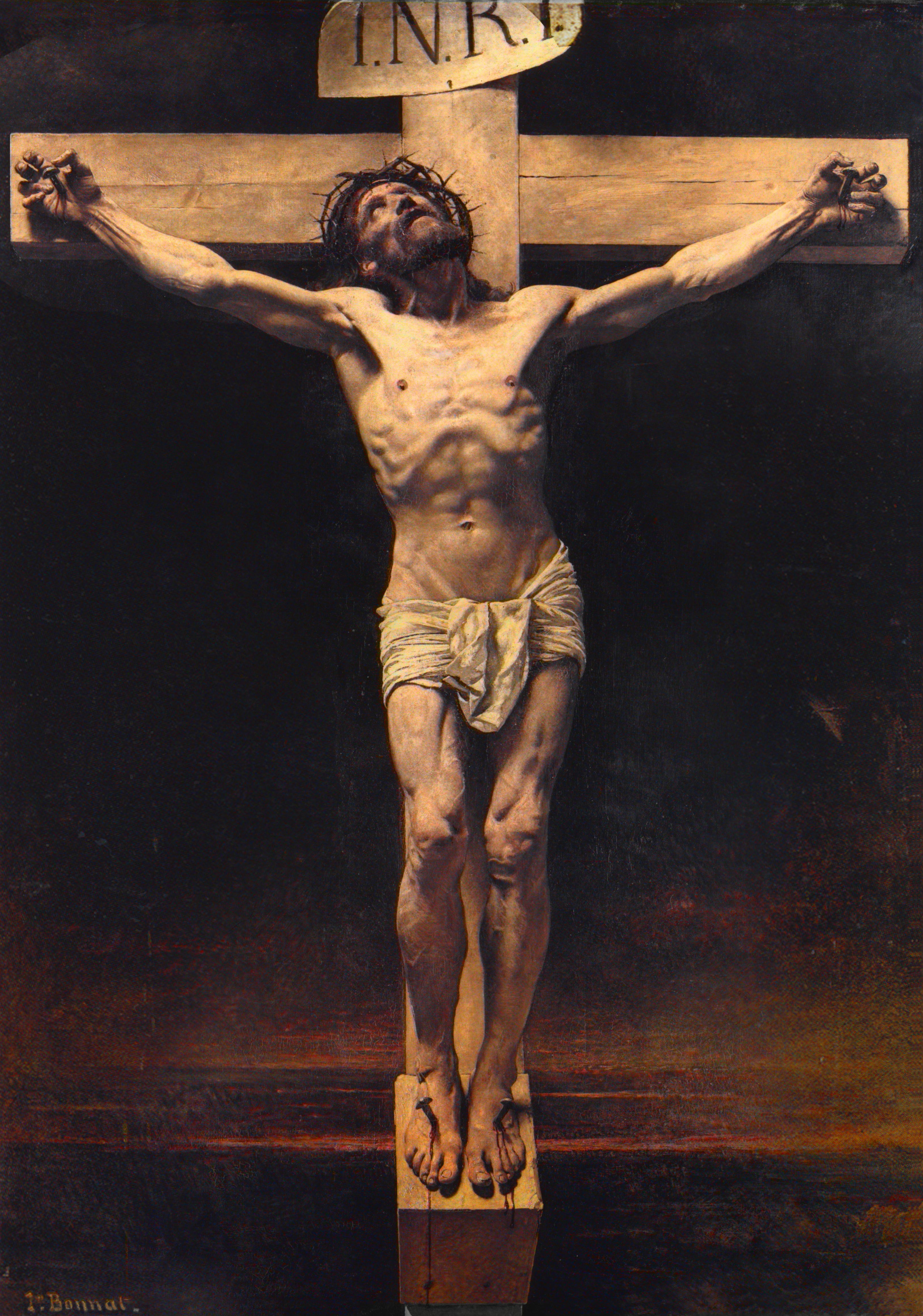
المسيح على الصليب بريشة ليون بونات 1880

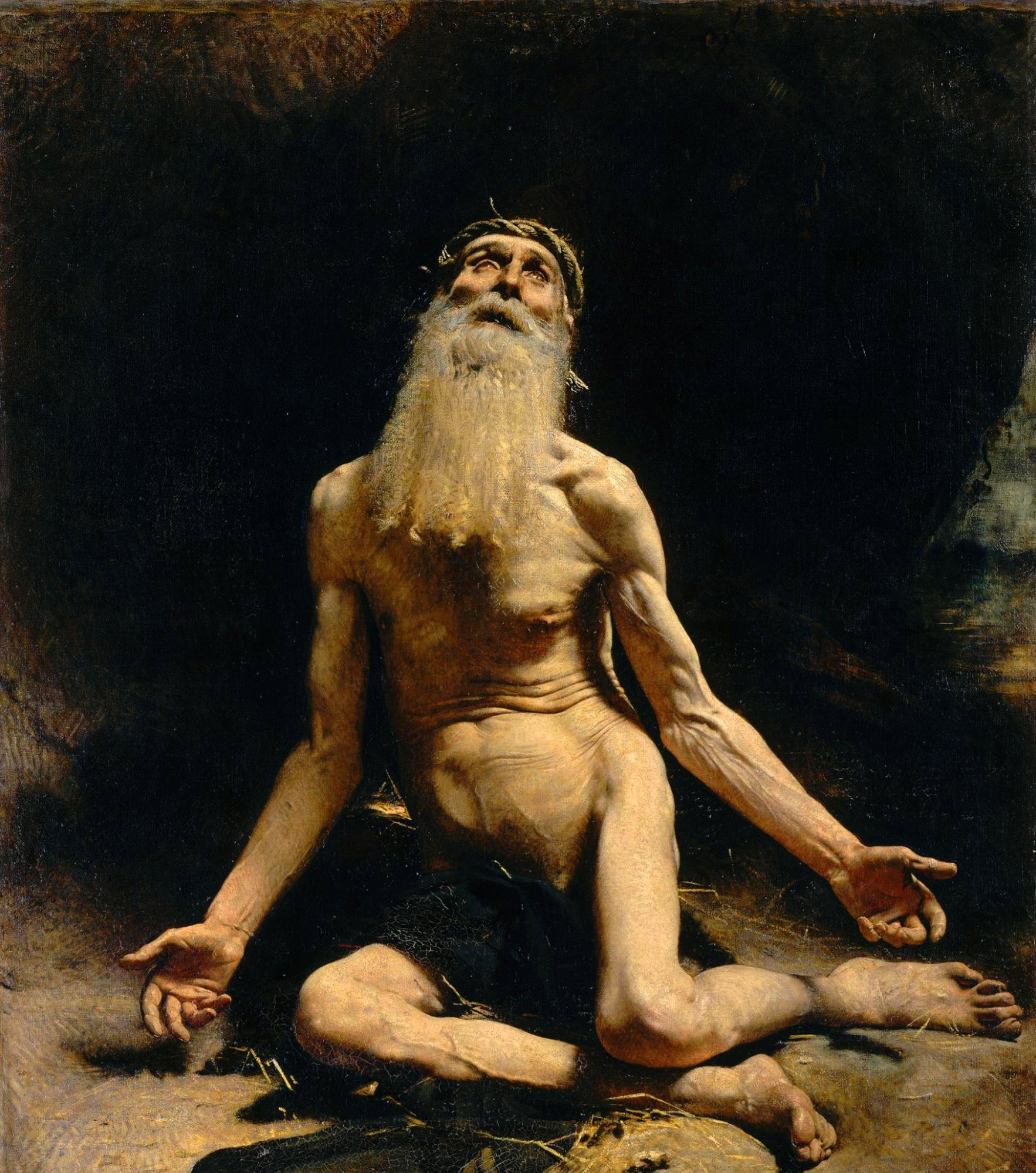
أيوب بريشة ليون بونات 1880

لوحات بونات البورترية المفعمة بالحيوية للمشاهير المعاصرين هي أكثر أعماله تميزًا، كذلك تعتبر لوحاته الدينية من الأعمال المهمة للفنان، مثل لوحة «المسيح على الصليب» ولوحة «عمل»، ومع ذلك، حصل على عدد قليل من المشترين للوحات الدينية والتاريخية، بحيث يتكون معظم إنتاجه من صور شخصية. كما أنتج لوحات لفلاحين إيطاليين، وعدد قليل من المشاهد الاستشراقية.
كان الكاتبان إميل زولا وتيوفيل غوتييه من بين مؤيدي بونات. أشاد به غوتييه ووصفه بأنه «نقيض بوجيرو» بسبب الطبيعة الصارخة ونقص التشطيب السطحي الذي يميز عمل بونات. كان بونات رساماً أكاديمياً. وهو واحد من الرسامين الأربعة عشر الوحيدين الذين لديهم سلطة إدارية على أكاديمية الفنون الجميلة، وبالتالي مدرسة الفنون الجميلة. كان لديه أصدقاء وعلاقات بين الفنانين المستقلين في عصره أيضًا، مثل إدغار ديغا، الذي التقى به أثناء إقامته في روما والذي رسم صورتين لبونات، وإدوارد مانيه، الذي شاركه ولعه بالرسم الإسباني. قام بالتدريس مع بيير بوفيس دي شافان في الأتيليه الخاص الذي كان يديره قبل أن يصبح أستاذاً في المدرسة. كذلك أيد ترشيح أوغست رودان للمعهد، ودافع عن طلب أنضمام غوستاف كوربيه إلى الصالون.

## السنوات اللاحقة
في سنواته الأخيرة، جعل رسوماته تتطور، من تأثير رسامي القرن السابع عشر وغويا، نحو حرية تنفيذ أكثر حداثة، بالإضافة إلى أستخدام مجموعة ألوان أكثر حرارة، كما يمكن رؤيته في صورته الذاتية لمتحف برادو. في بادرة امتنانه للمساعدة التي قدمها في شبابه وبمساعدة أنتونين بيرسوناز، بنى بونات متحفًا في مدينته بايون، متحف بونات. معظم الأعمال الموجودة في المتحف هي من المجموعات الشخصية لأعمال بونات وبيرسوناز الفنية، التي تم جمعها على مدار الاعوام من السفر في جميع أنحاء أوروبا. يتضمن مجموعة رائعة بشكل استثنائي من رسومات فنانين كبار أمثال ليوناردو دافنشي ومايكل أنجلو إلى إنجرس وجريكولت. لم يتزوج بونات قط وعاش معظم حياته مع والدته وأخته. توفي في 8 سبتمبر 1922.

## معرض الصور

بورترية
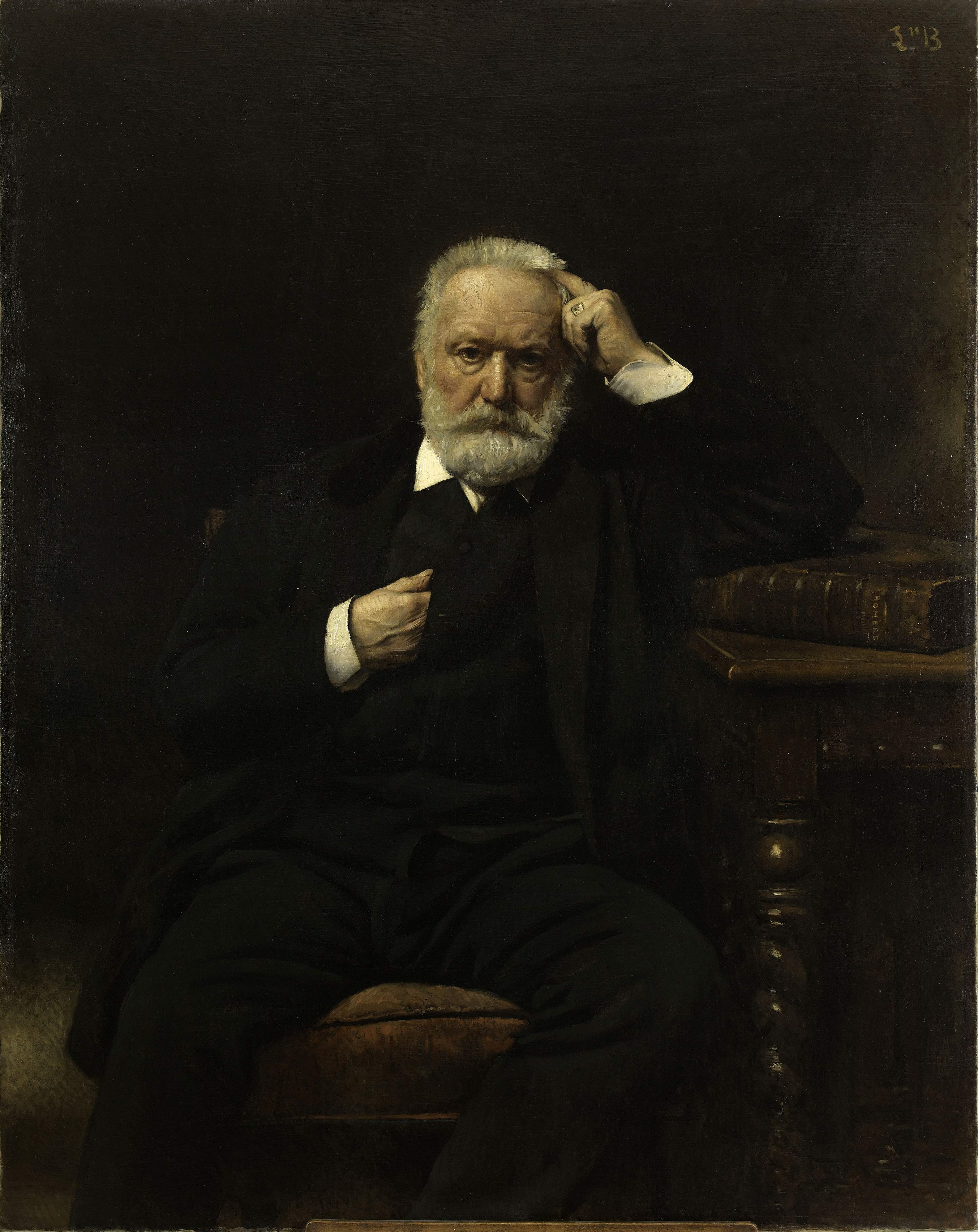
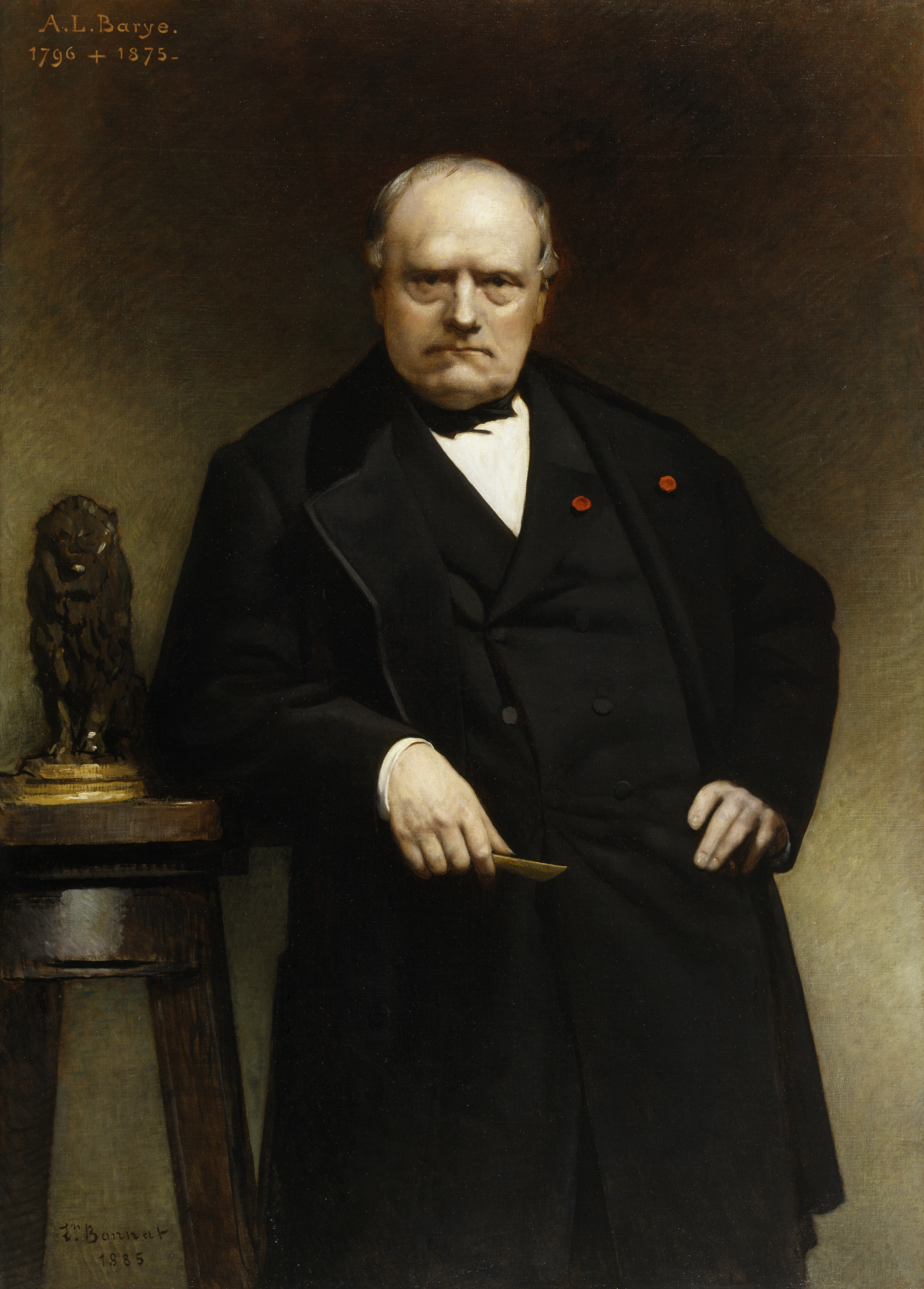
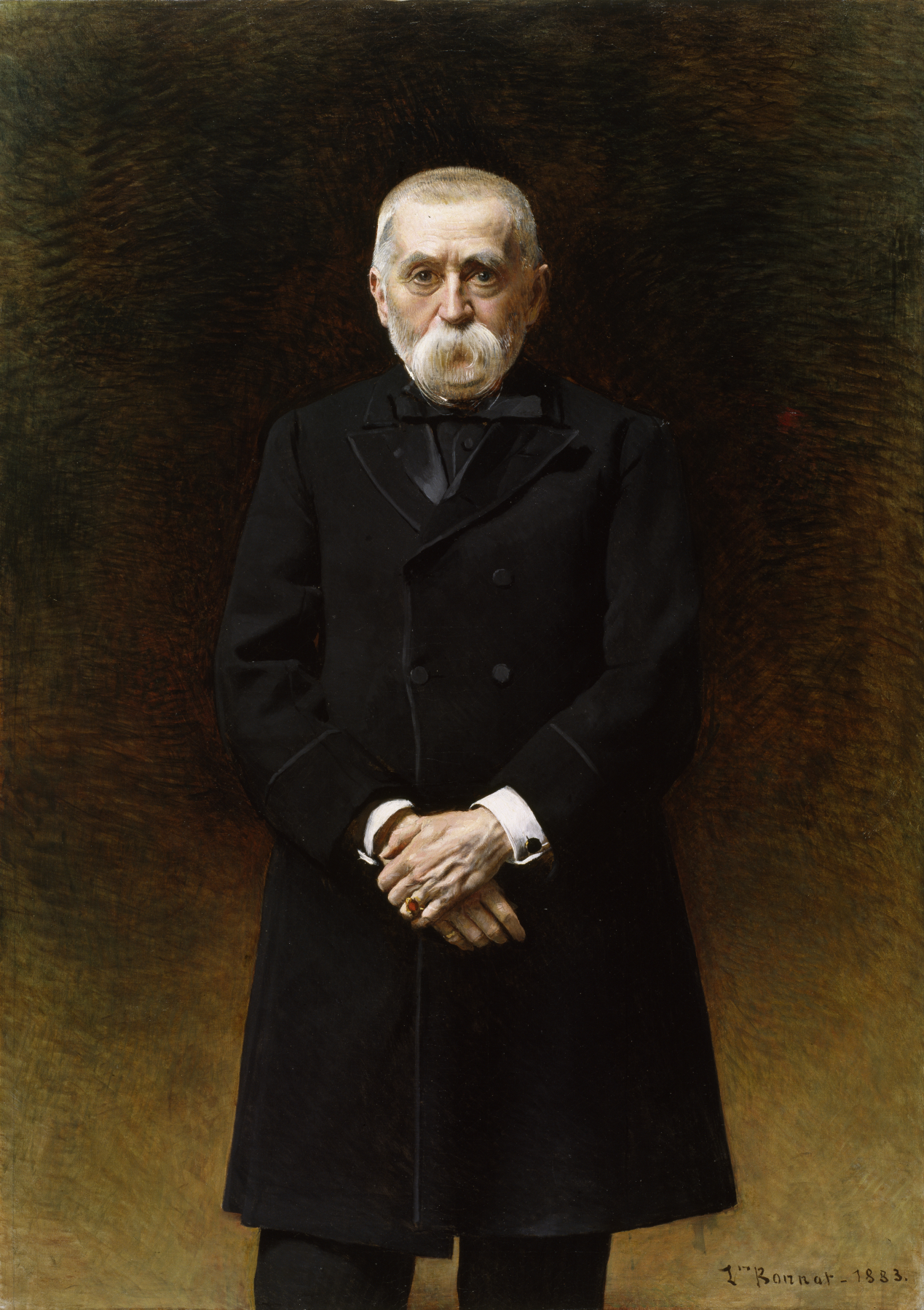
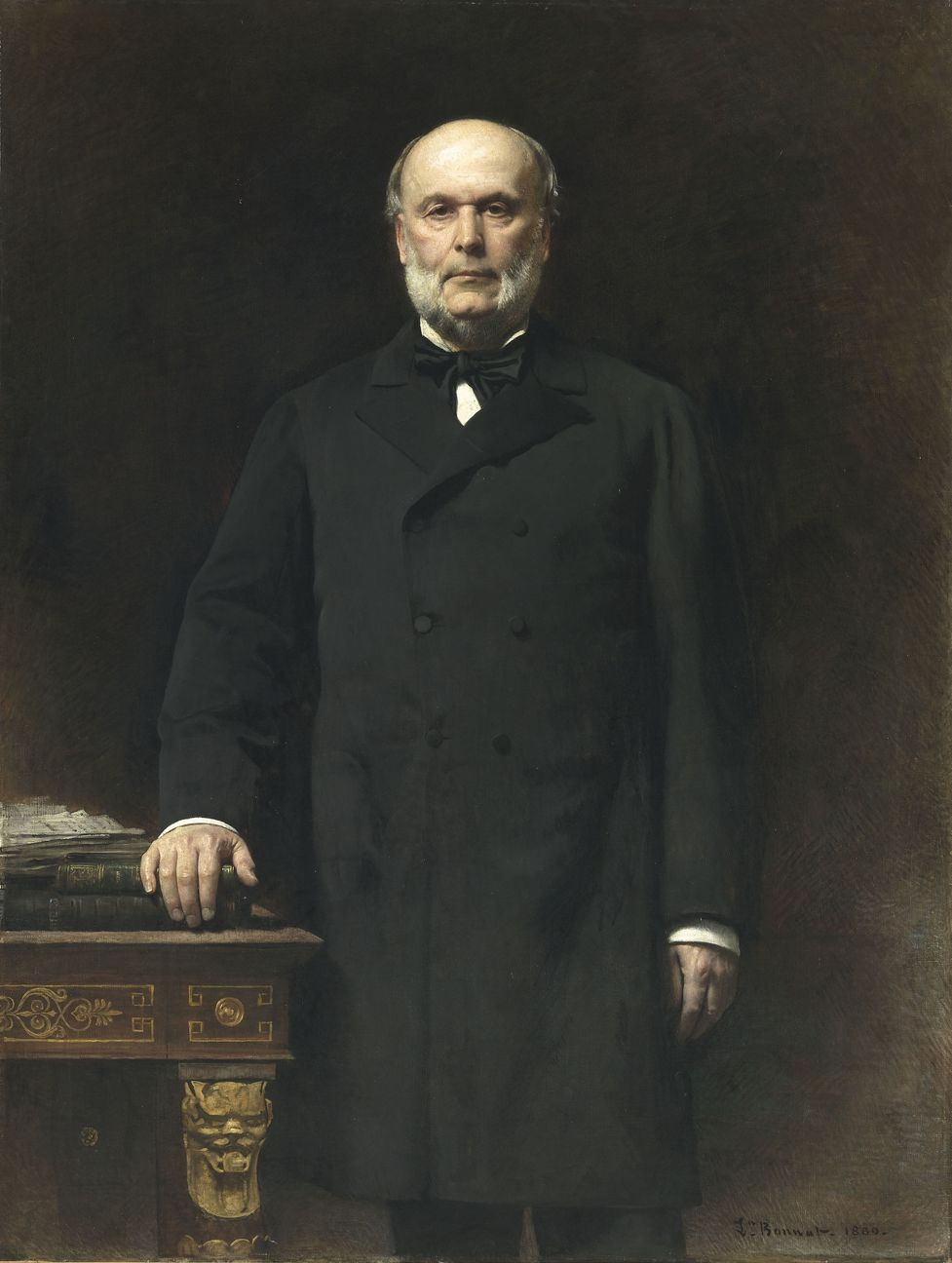
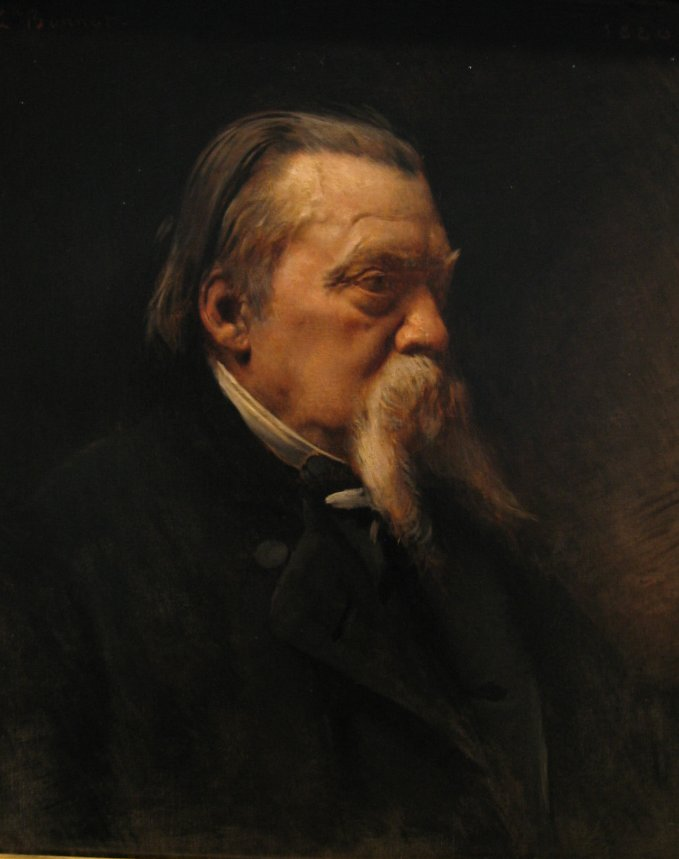
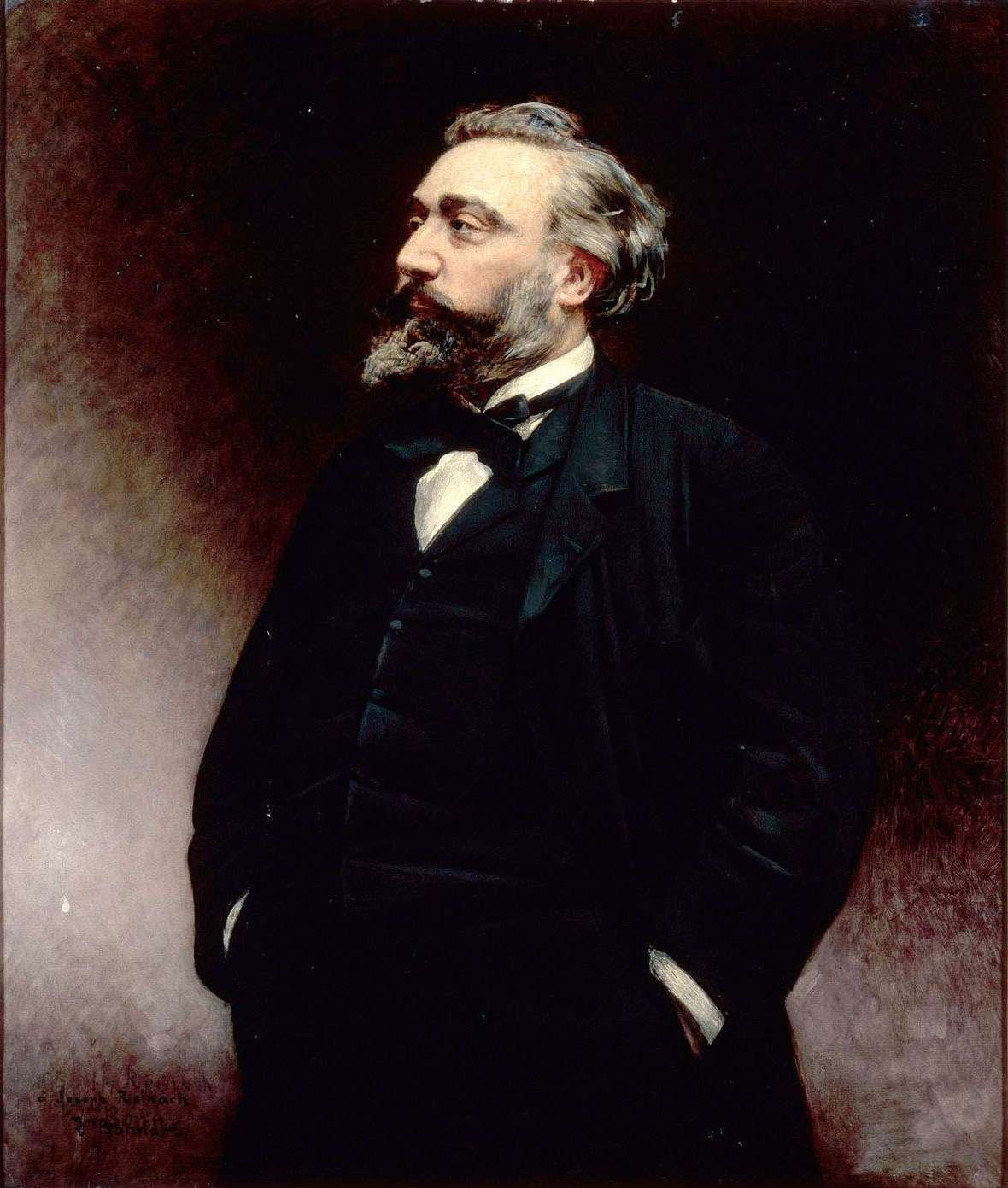
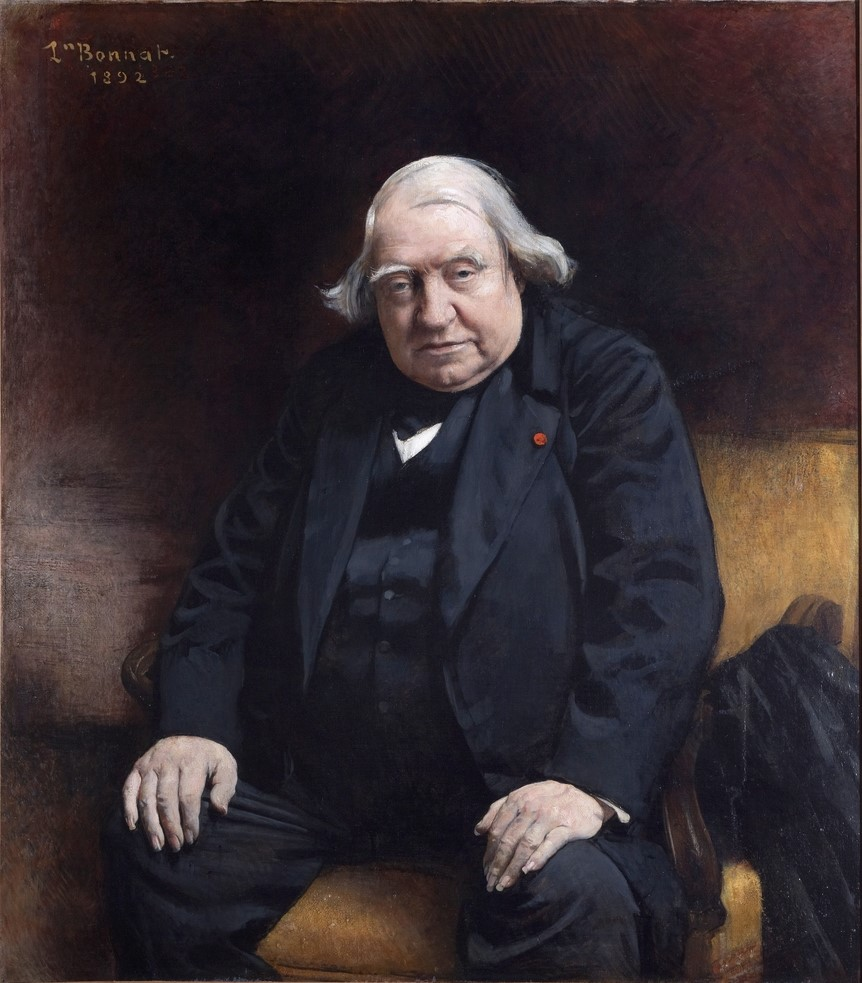
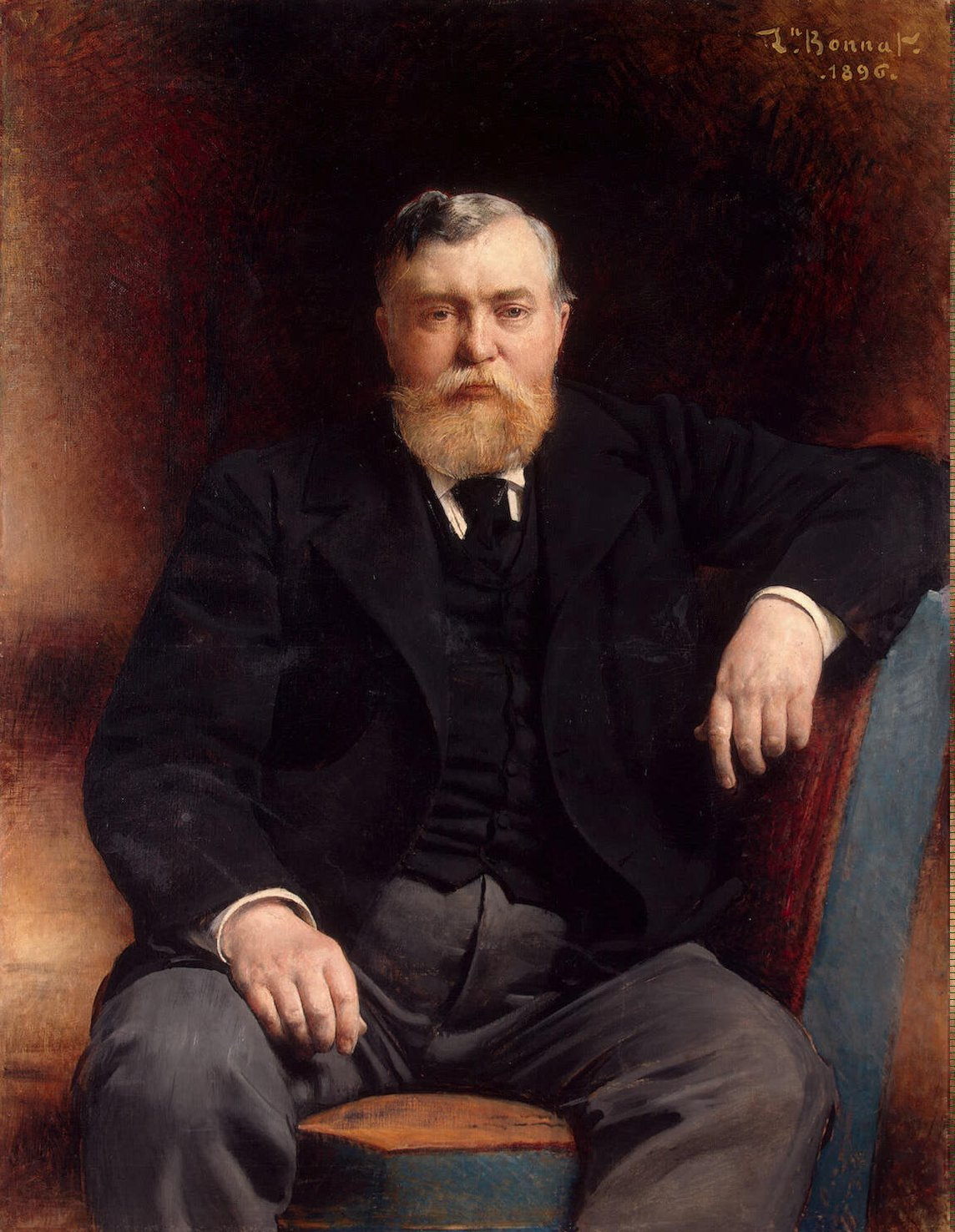
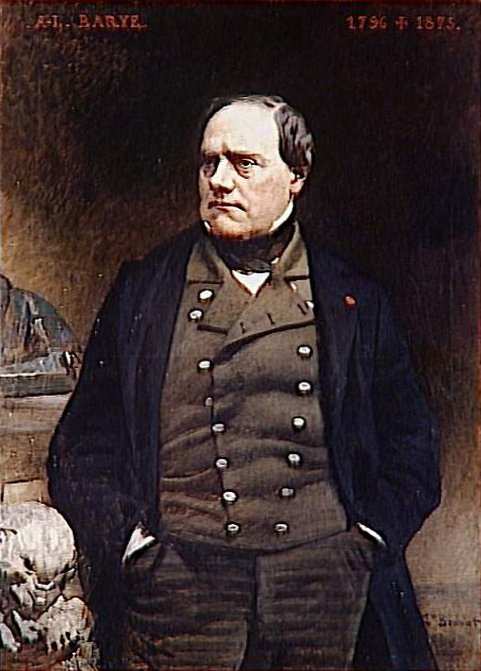
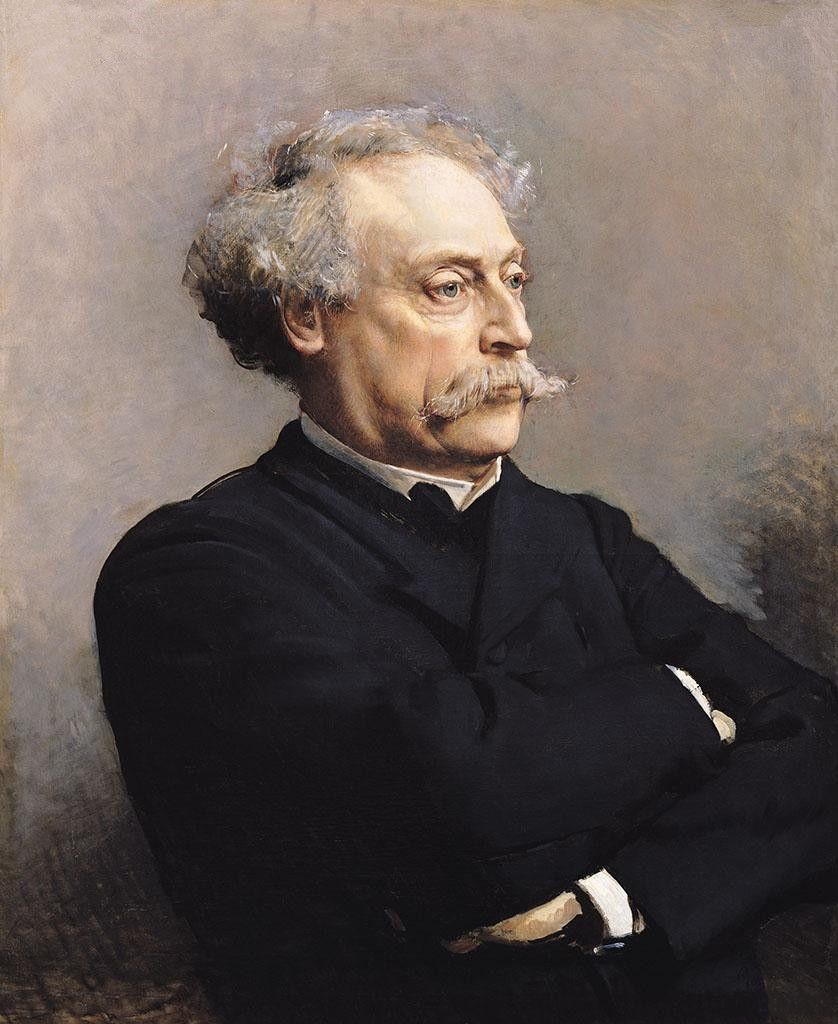
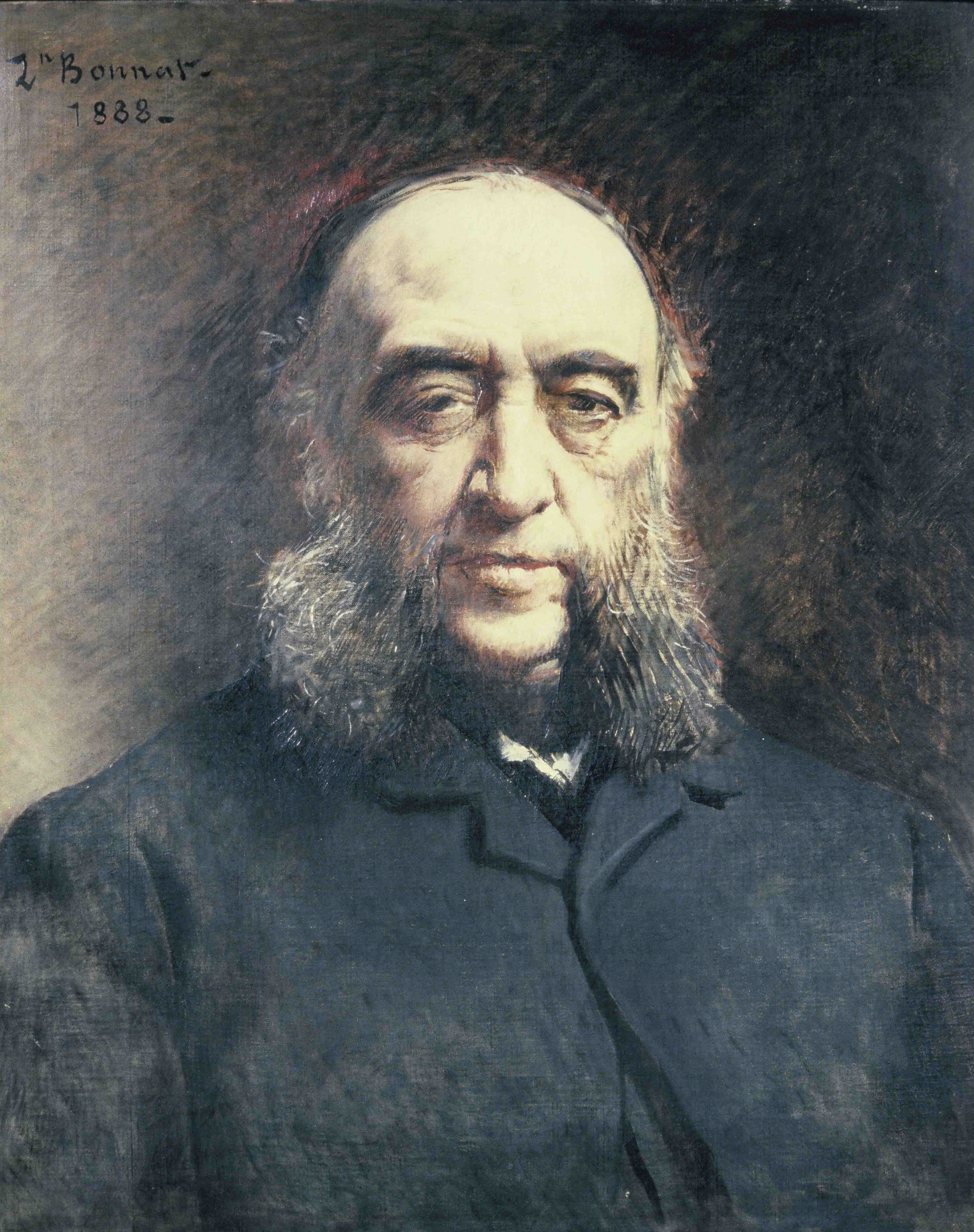
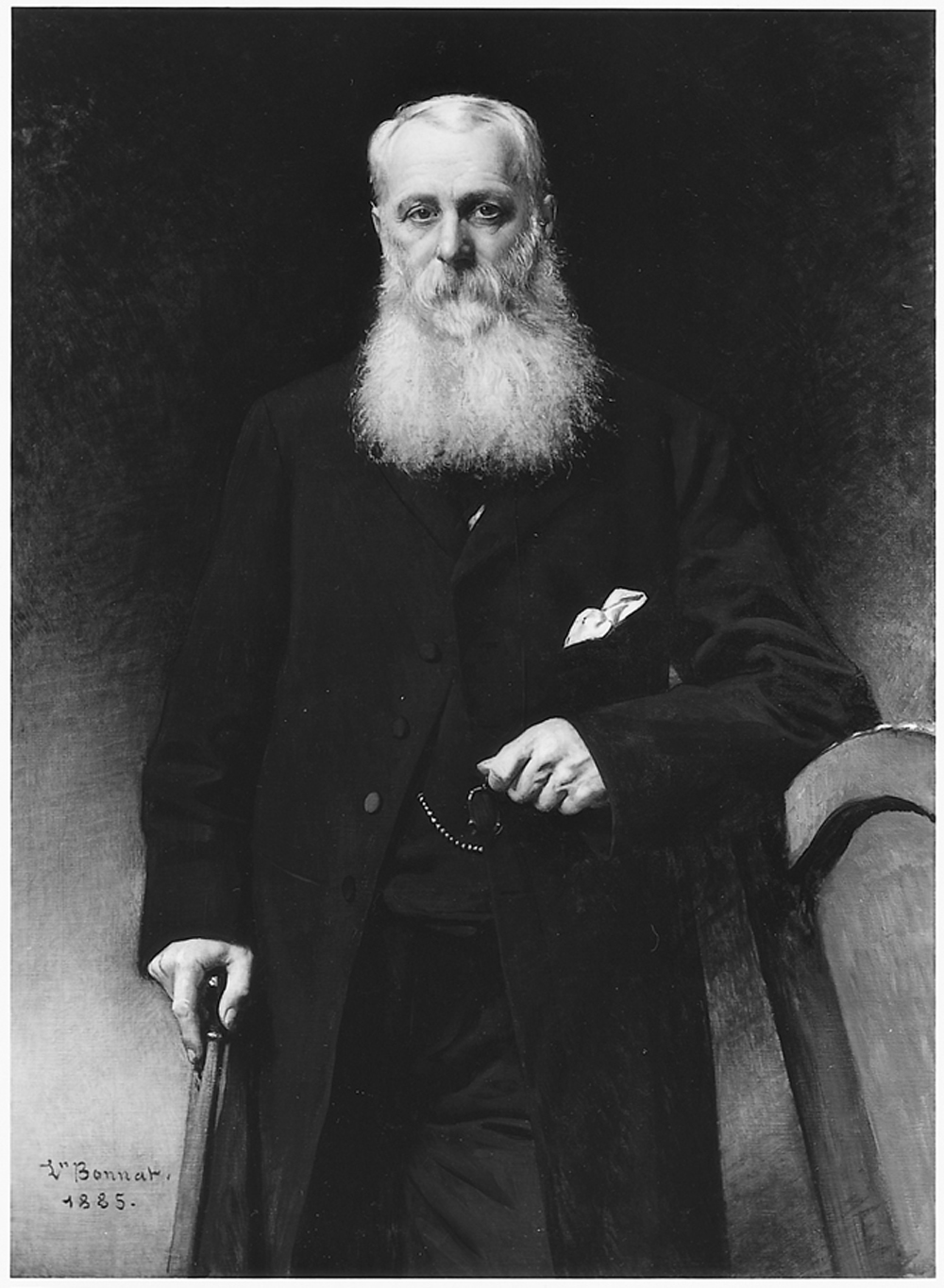

لوحات
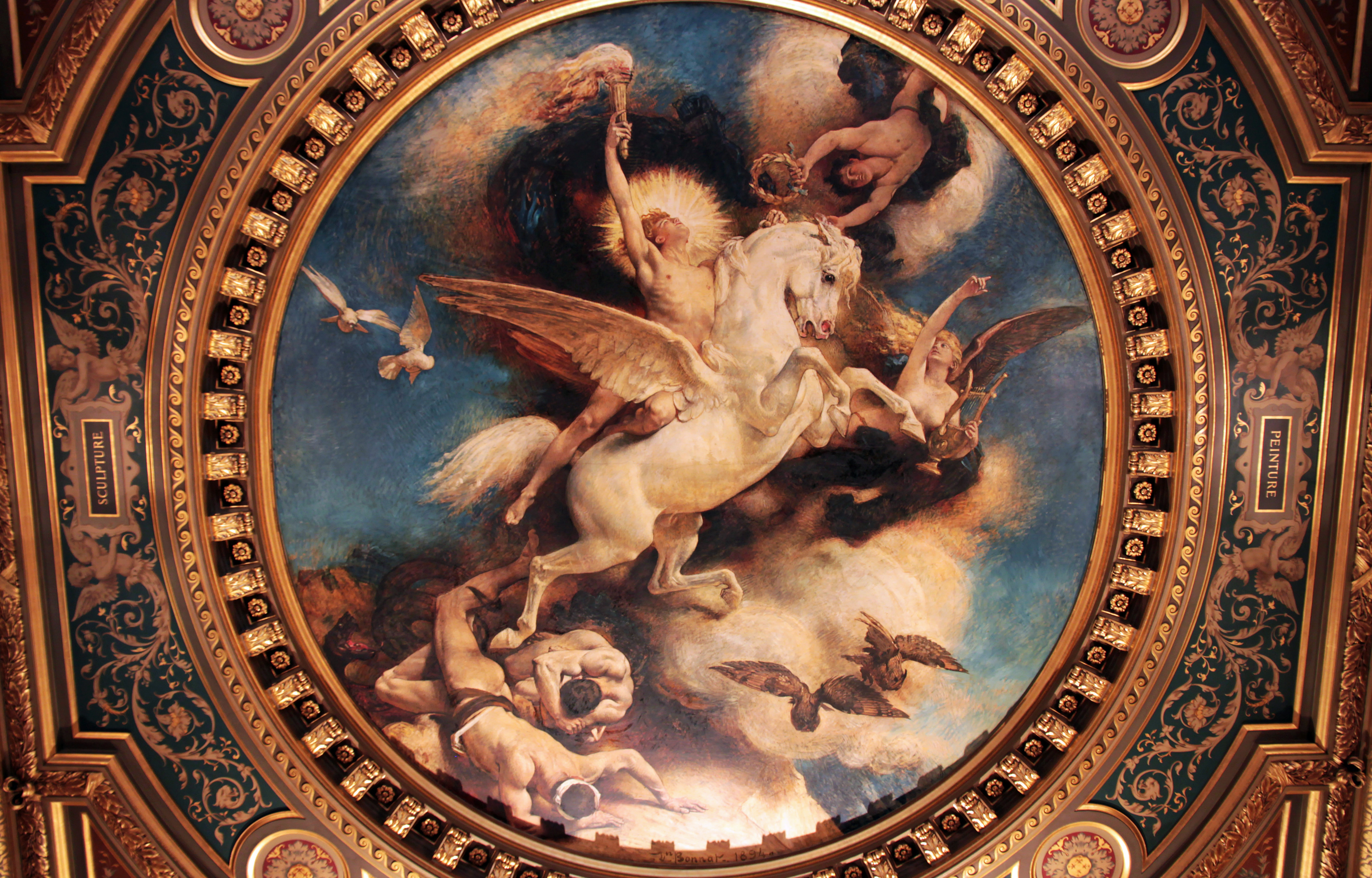
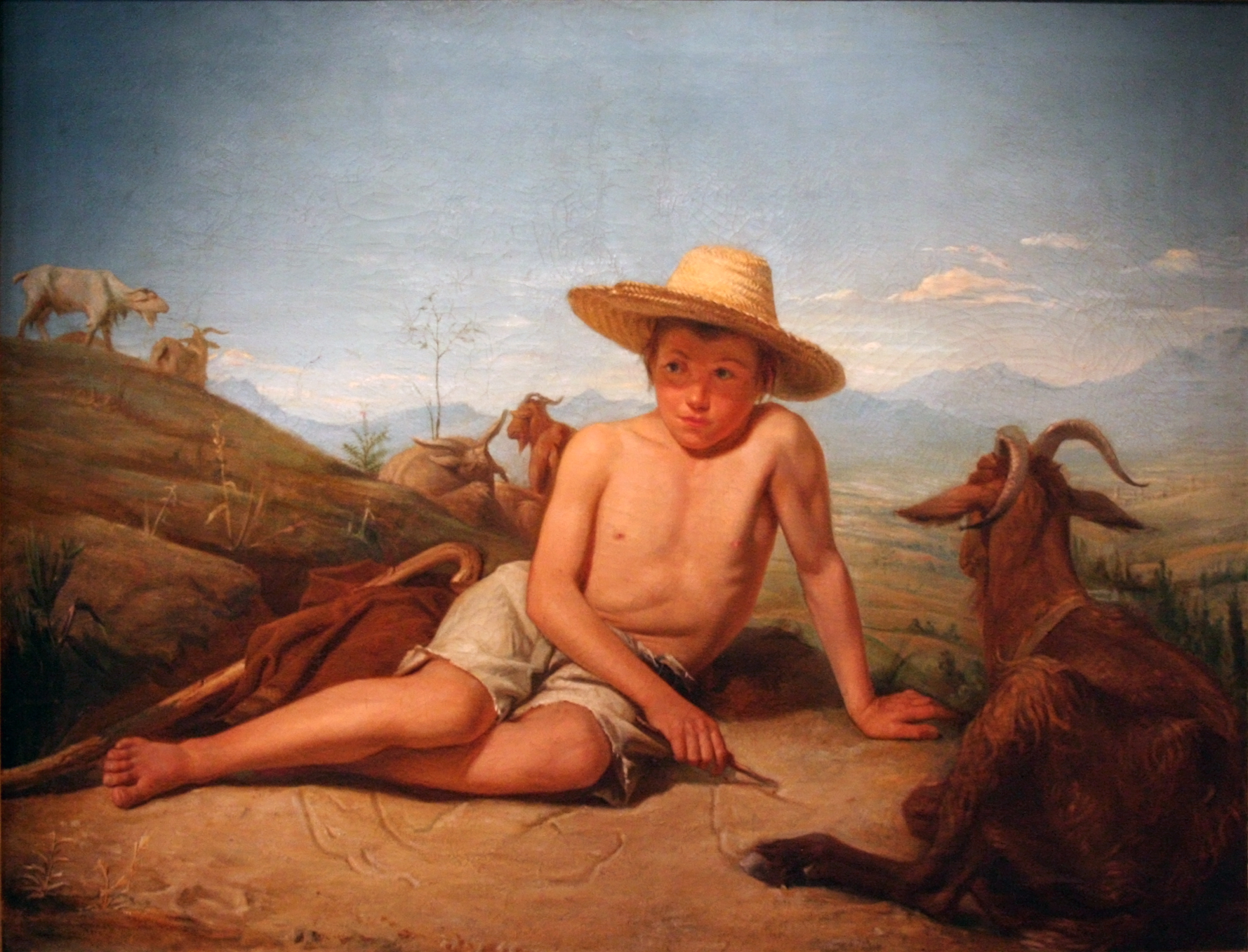
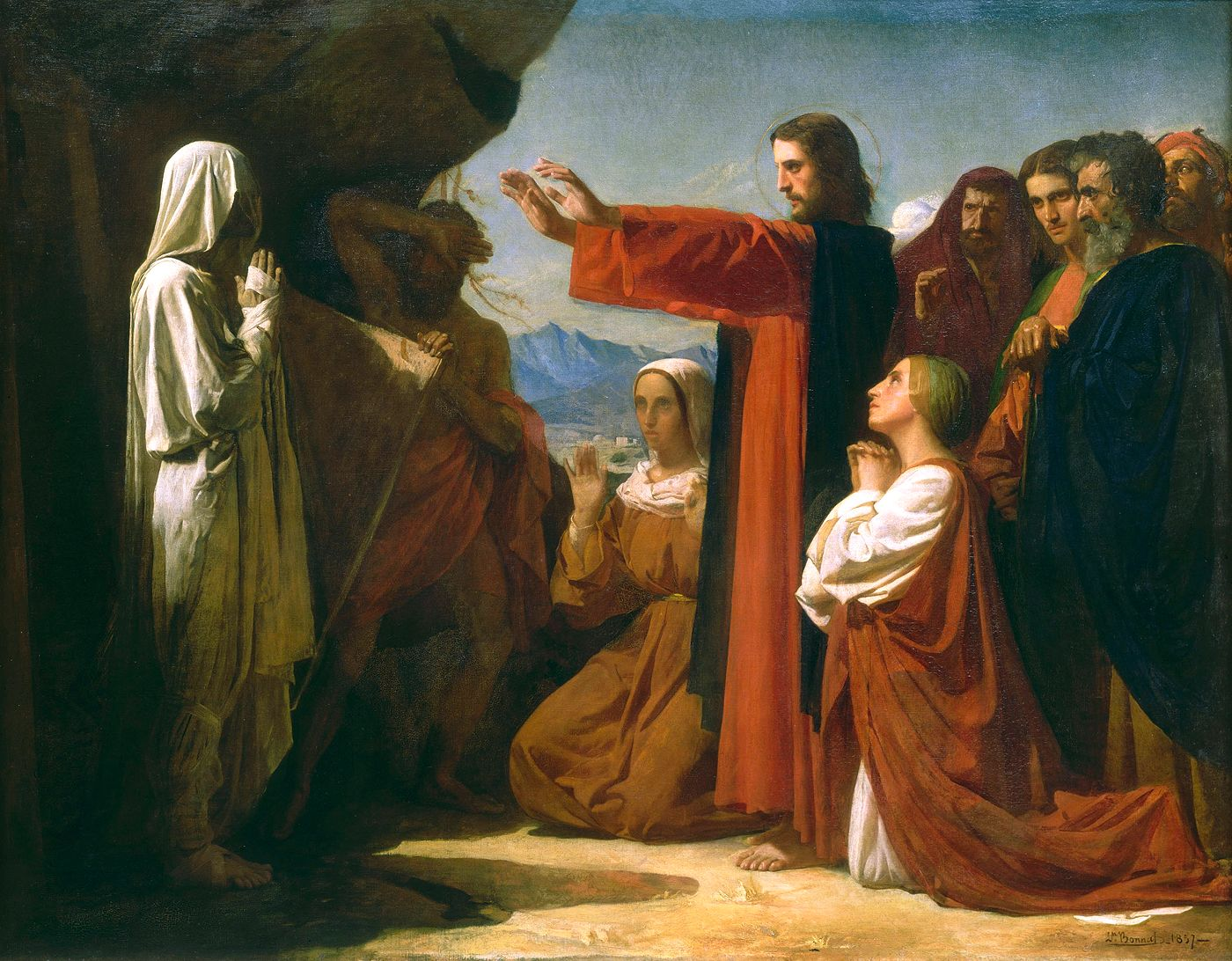
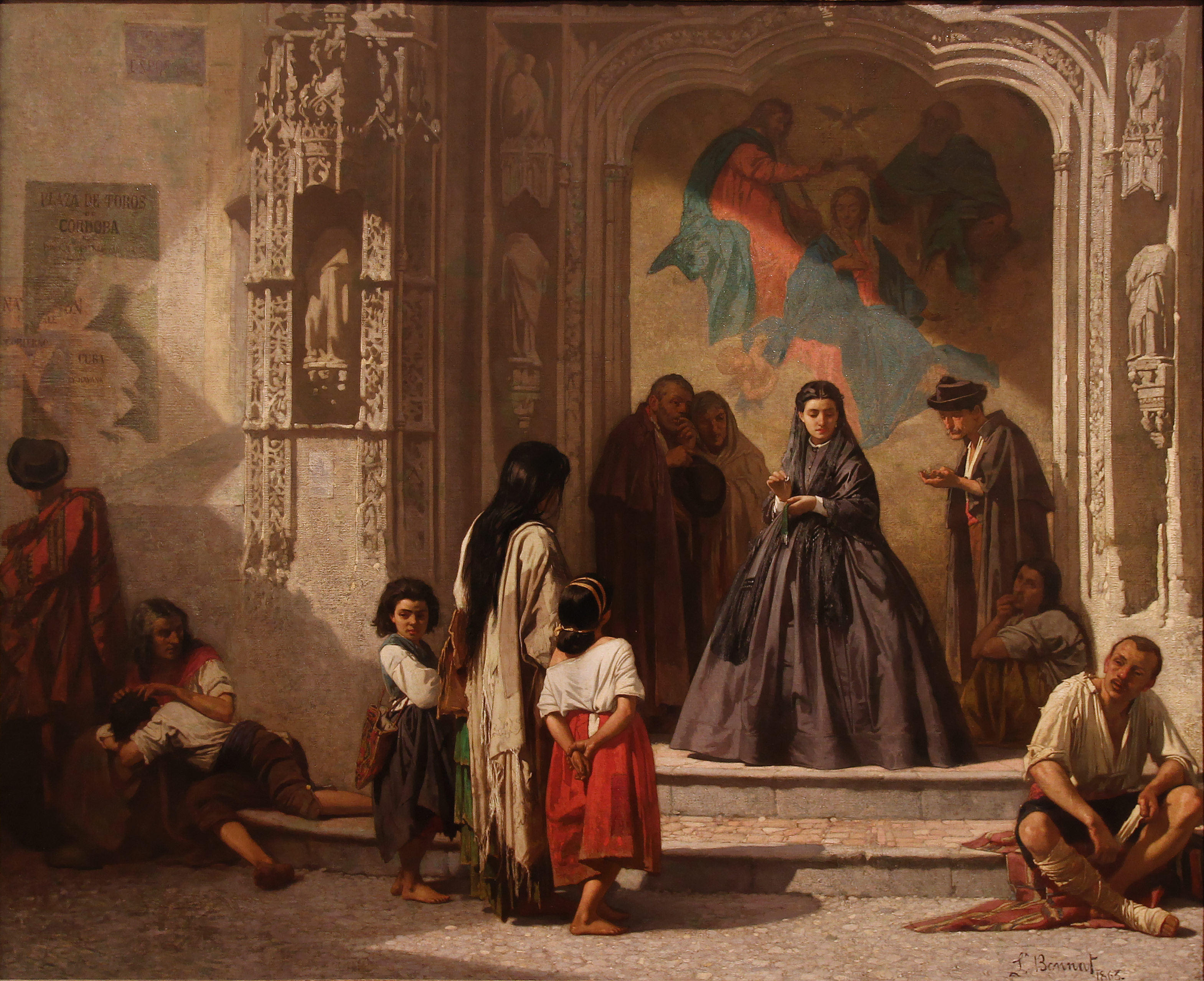
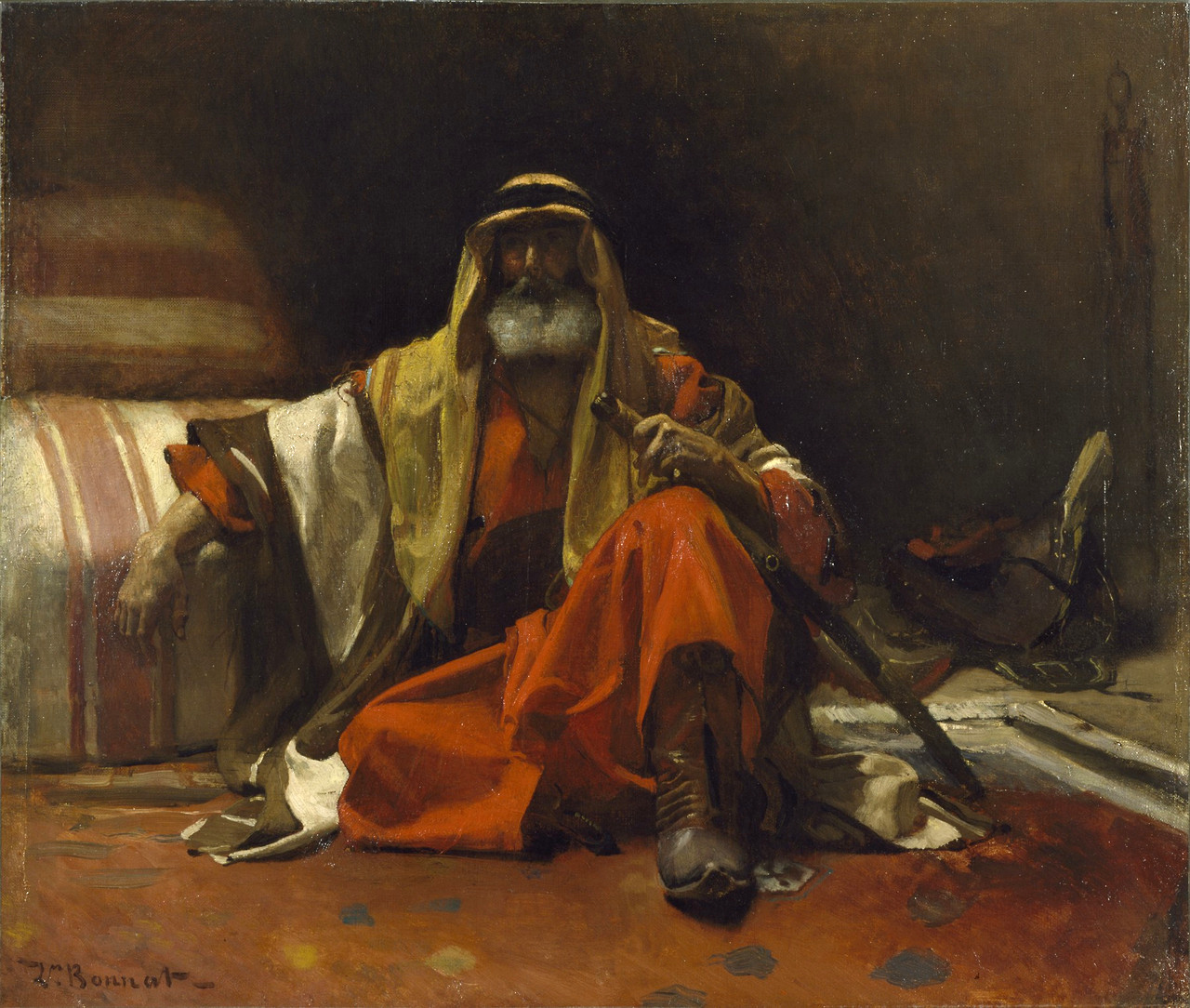
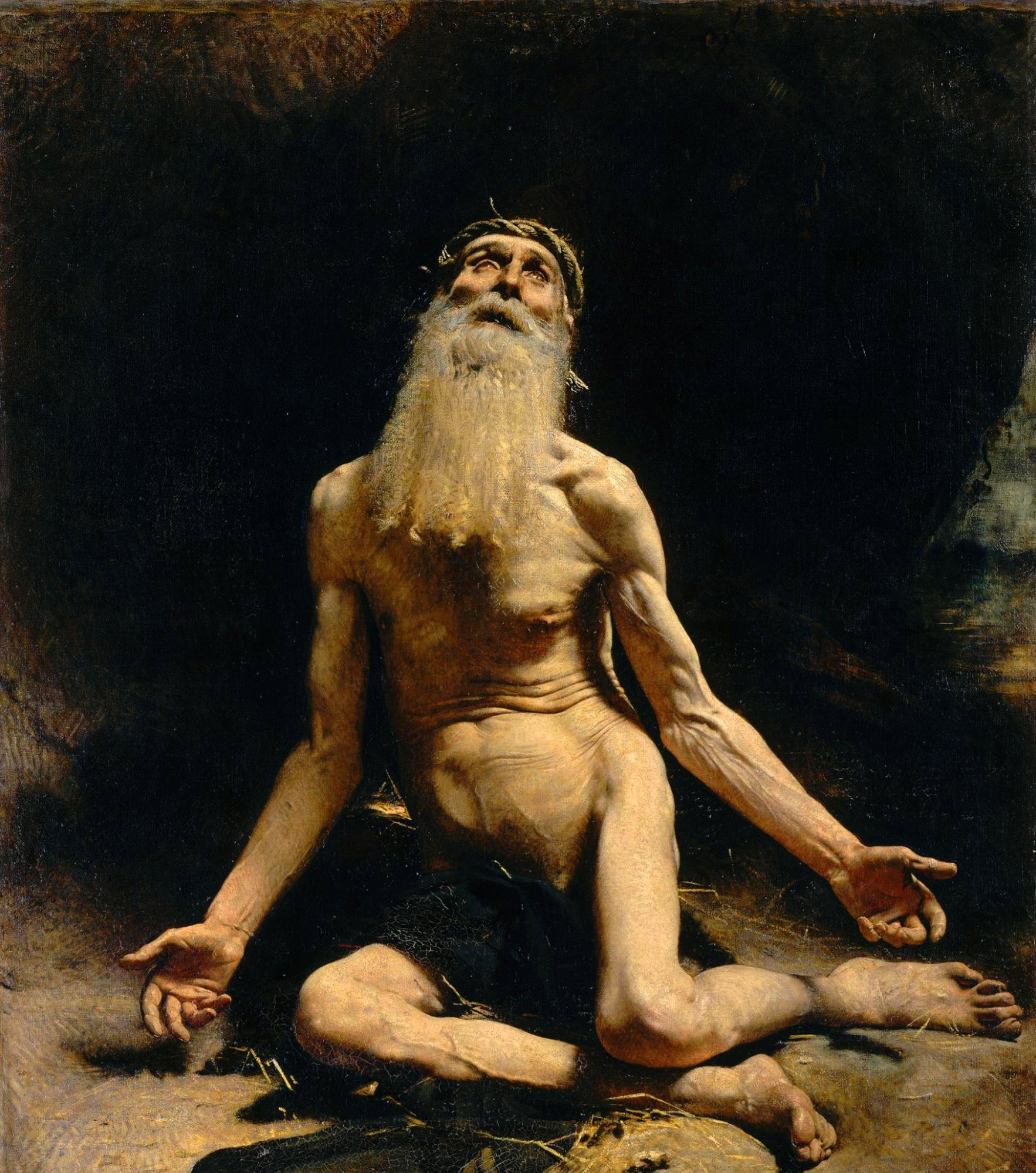
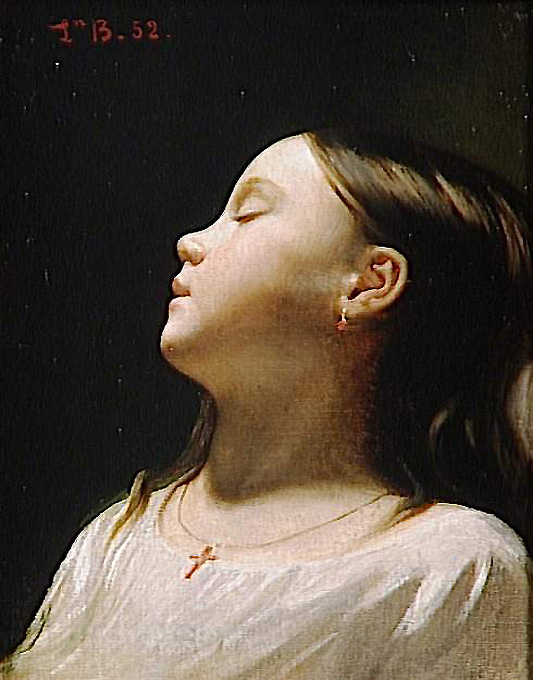
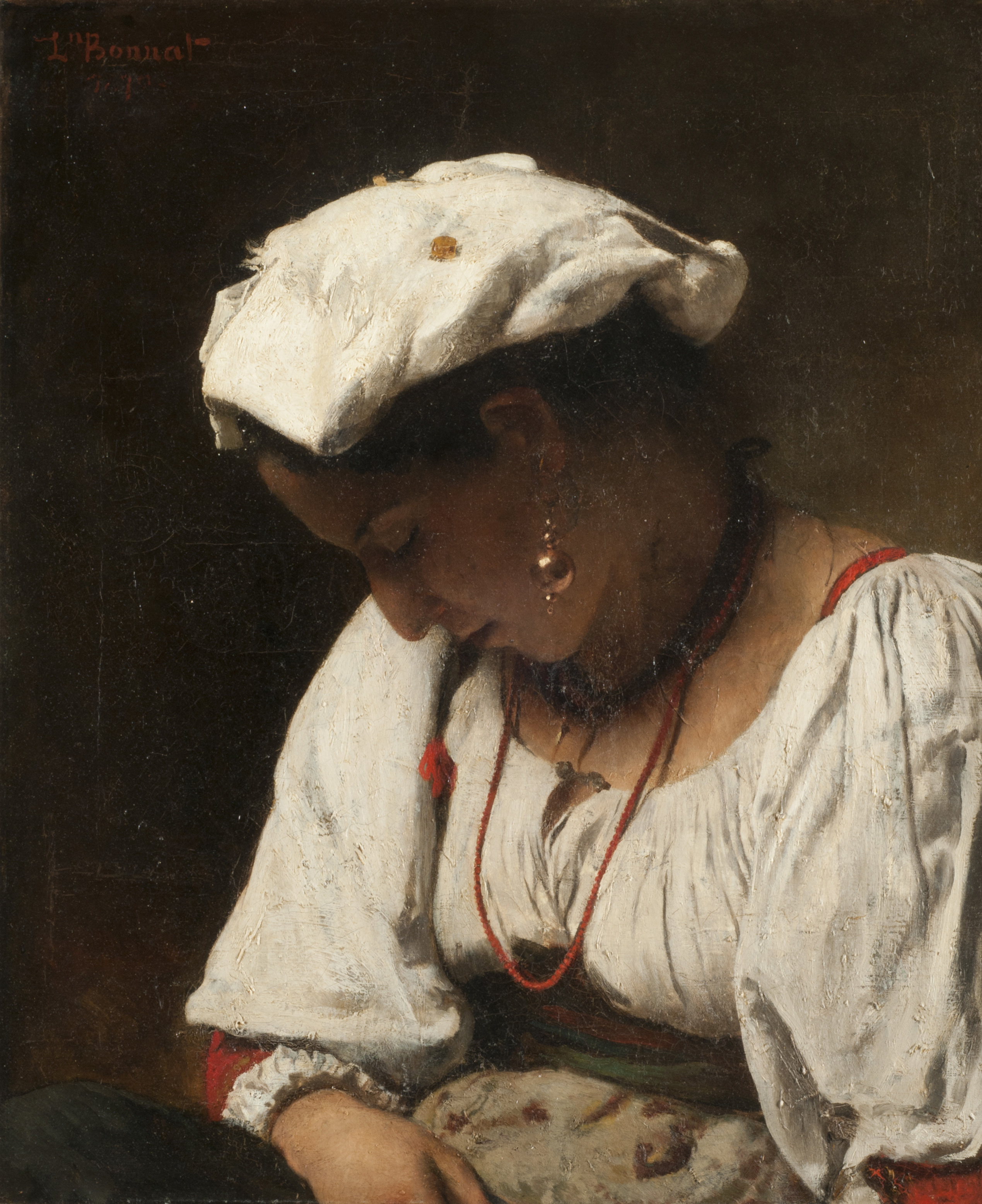
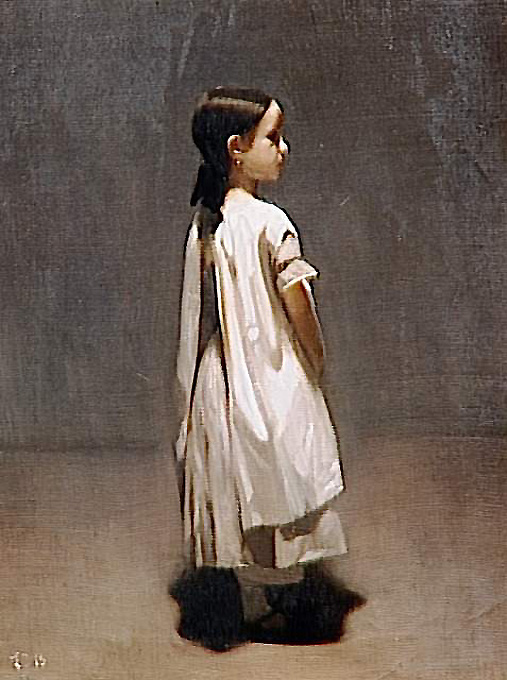
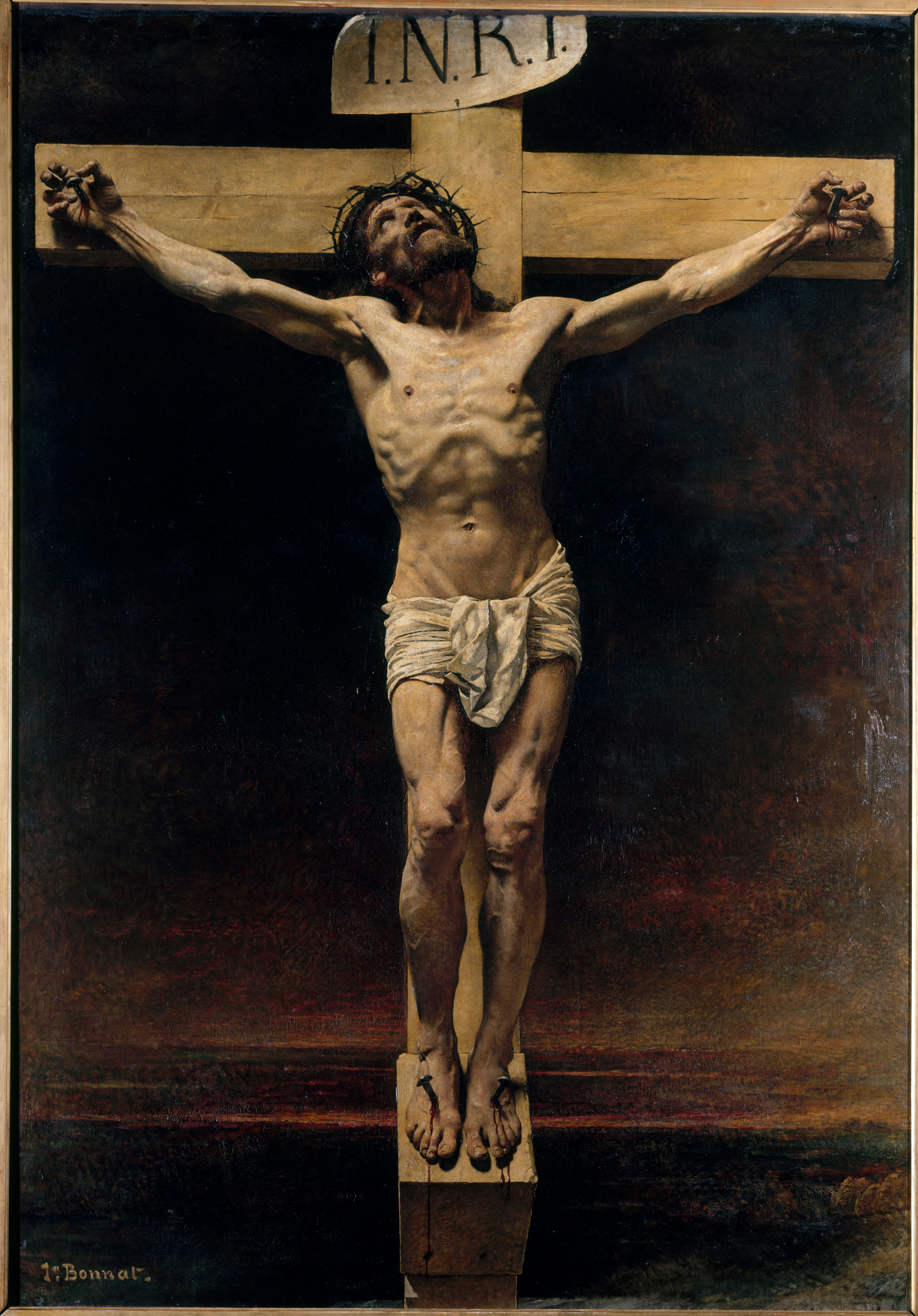
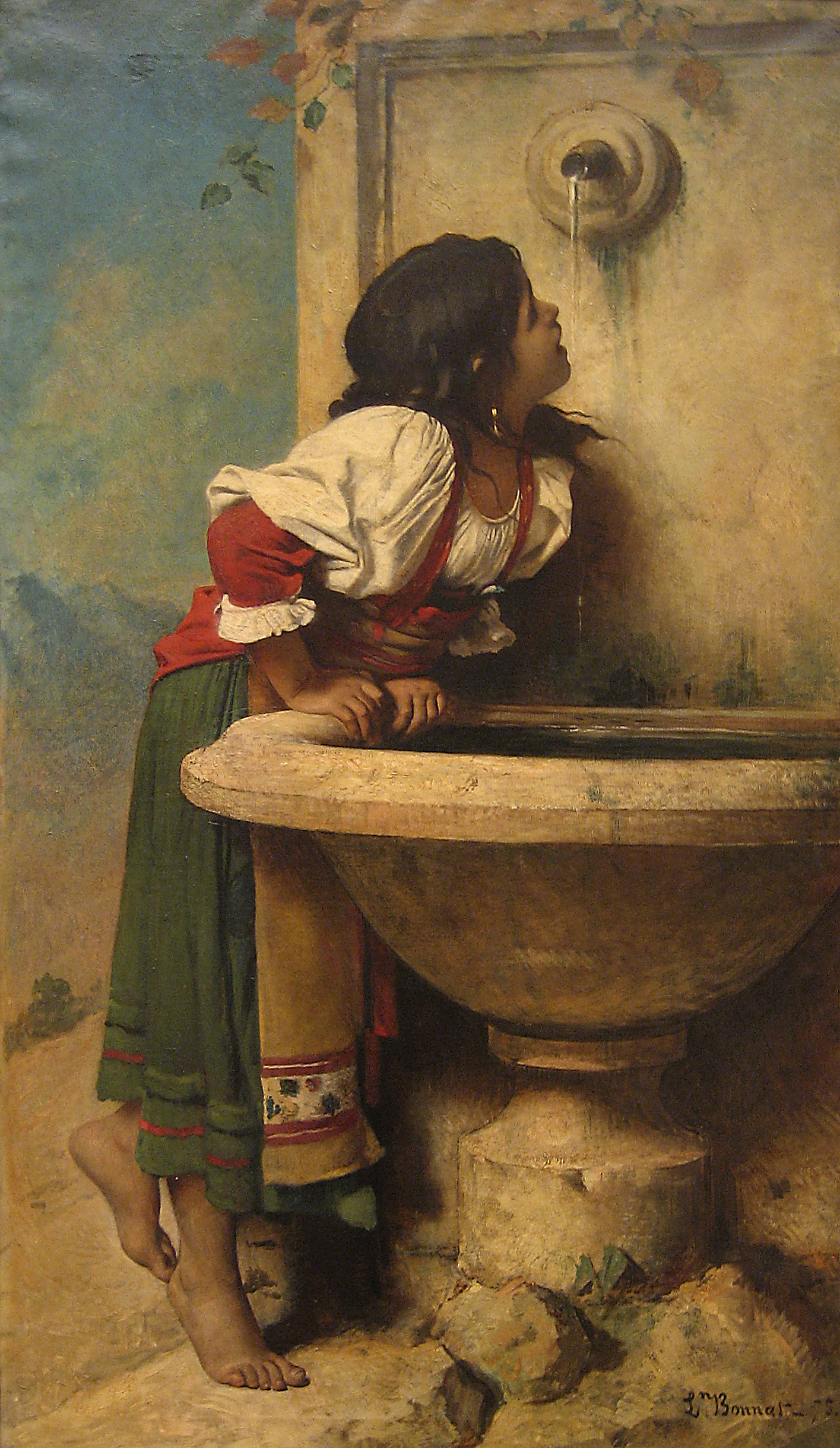
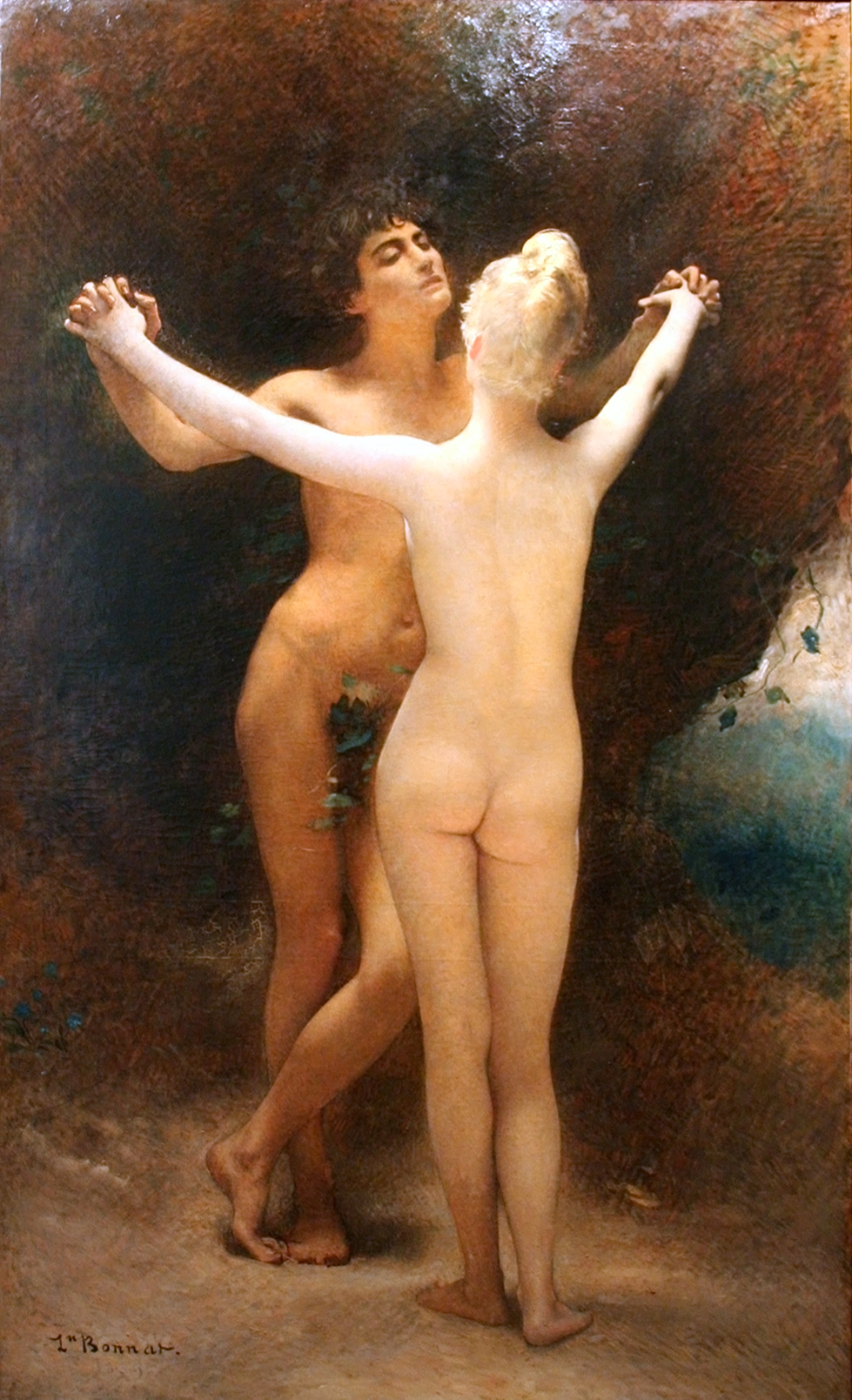
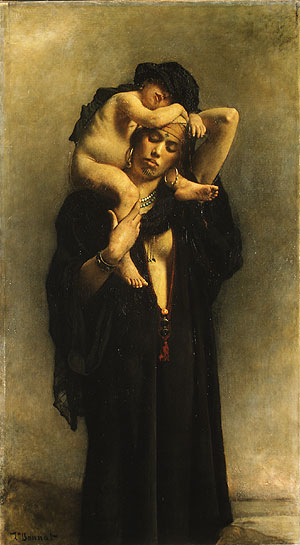